# Front de libération de l'Azanie
Le Front de libération de l’Azanie (ALF) est une organisation insurrectionnelle créée en 1965, durant la première guerre civile soudanaise, par des dissidents exilés de l’Union nationale soudanaise africaine (SANU). Cette faction s’intégrait au Mouvement de libération du Soudan du Sud, première mouvance séparatiste soudanaise. L’appellation Azanie procède du terme grec Azania, lequel désignait, dans l’Antiquité, les contrées de l’Afrique orientale situées au sud de la Nubie. 

## Histoire
L’organisation fut instituée postérieurement à février 1965, à la suite de la scission du SANU en deux entités distinctes : un secteur intérieur et un secteur extérieur. Le premier, dirigé par William Deng Nhial, œuvrait au sein du Parlement soudanais afin de promouvoir le droit à l’autodétermination du Sud-Soudan. Le second, placé sous l’égide d’Aggrey Jaden Ladu, s’établit à Kampala, en Ouganda, après la fuite de ce dernier. Dès novembre 1964, Joseph Oduho, premier président du SANU, quitta l’organisation à la suite de son échec lors de l’élection à la présidence face à Jaden, occasionnant ainsi une scission. En mars 1965, Oduho fonda sa propre formation politique, dénommée Front de libération de l'Azanie ; Jaden, quant à lui, rebaptisa sa faction loyaliste Front de libération soudanais africain. Toutefois, en juin de la même année, les deux groupes parvinrent à un accord, et à la fin de 1965, ils décidèrent de fusionner sous l’appellation unique de Front de libération de l'Azanie, avec Oduho comme président et Aggrey Jaden comme vice-président. En 1967, cette structure unifiée devint l’instance dirigeante du Gouvernement national de transition du Sud-Soudan, formellement établi le 15 août 1967.
Le 15 août 1967 fut institué le Gouvernement provisoire du Sud-Soudan (SSNPG), présidé par Aggrey Jaden, lequel devait abandonner le pouvoir en mars 1969 au profit du Gouvernement provisoire de l’État du Nil. Cette transition ne s’opéra point sans heurts, car elle s’inscrivait dans un contexte de luttes intestines et de rivalités au sein de la rébellion anyanya. Les forces fidèles à Joseph Lagu, alors en dissidence, se constituèrent en un groupe distinct en 1969, donnant naissance à l’Organisation nationale Anyanya, rebaptisée par la suite Front de libération du Soudan du Sud – appellation que Lagu affectionnait tout particulièrement. 
Le gouvernement provisoire ainsi que le Front de libération d’Azanie furent officiellement abolis en juillet 1970. L’année suivante, leurs reliquats se joignirent au Front de libération du Soudan du Sud, à l’Anyanya et à d’autres factions dissidentes au sein d’une nouvelle entité politique : le Mouvement de libération du Soudan du Sud.
L’étendard se composait de trois bandes horizontales, les deux extérieures, supérieure et inférieure, étant de couleur rouge et d’une étroitesse égale, tandis que la bande médiane, d’une largeur triple de chacune des latérales, était de teinte noire. Ces dernières se trouvaient séparées par de minces filets blancs, ou fimbriations.